# Вид Леандровой башни в Константинополе
«Вид Леандровой башни в Константинополе» — картина Ивана Айвазовского, написанная в 1848 году под впечатлением от путешествия в Стамбул. На картине изображена Леандрова башня, построенная в XII веке на крохотной скале у входа в пролив Константинопольской гавани. Она издавна служила маяком и местом швартовки кораблей.
Башня возвышается в центре пролива, на заднем плане видны корабли с белыми парусами и силуэты зданий Константинополя.